# 4022 Nonna
4022 Nonna eller 1981 TL4 är en asteroid i huvudbältet som upptäcktes den 8 oktober 1981 av den ryska astronomen Ljudmila Tjernych vid Krims astrofysiska observatorium på Krim. Den är uppkallad efter den sovjetiska skådespelerskan Nonna Mordyukova.
Asteroiden har en diameter på ungefär 3 kilometer.